# How Fish Is Made
How Fish Is Made — це сюжетна пригодницька гра жахів 2022 року, розроблена студією Wrong Organ, у якій гравець бере на себе роль сардини та досліджує концепцію вибору через діалоги з іншими рибами.

## Сюжет
"How Fish Is Made" починається з того, що сардина падає металевим жолобом і опиняється в тісному, індустріальному середовищі. Гравець бере під контроль сардину й отримує можливість поспілкуватися з більшою сардиною, яка запитує, чи піде гравець вгору чи вниз. У міру того, як сардина пересувається вузькими коридорами та шахтами, вона зустрічає інших риб, які розмірковують про вибір між рухом угору або вниз, пояснюють свої власні рішення або намагаються переконати гравця в правильності певного вибору.
Щоб просунутися далі, гравець змушений розчавити іншу сардину між шестернями машини. Після цього сардина проповзає крізь темний, закривавлений тунель і зустрічає мовчазну рибу та її язикопоїда, який починає музичний номер, супроводжуваний монтажем плоті та паразитів. Далі середовище стає все більш біологічним: стіни вкриваються купами мертвих риб і отворами, схожими на насіннєві коробочки лотоса. Перед вирішальним вибором одна з риб повідомляє гравцеві, скільки риб вирішили піднятися вгору і скільки — спуститися вниз. Зрештою, гравець також має зробити цей вибір.

## Геймплей
"How Fish Is Made" — це однокористувацька пригодницька гра, у якій гравець керує низькополігональною сардиною, обмеженою у геймплеї лише пересуванням по середовищу та спілкуванням з іншими рибами. Розширення гри, "The Last One And Then Another", включає геймплей, натхненний грою Katamari Damacy.

## Розробка та випуск
"How Fish Is Made" була розроблена арт- і наративною дизайнеркою Йоганною Касурінен, дизайнером і програмістом Джеффрі Томеком та аудіодизайнером Мартіном Халдіном — студентами шведського навчального закладу Futuregames. Гра була випущена безкоштовно на платформах Steam та Itch.io 14 січня 2022 року. Безкоштовне розширення під назвою "The Last One And Then Another", яке стало тизером до майбутньої гри студії Wrong Organ "Mouthwashing", було випущене як оновлення 2 вересня 2023 року.

## Рецепція
"How Fish Is Made" привернула увагу на YouTube після свого виходу. Критики описували гру як "сюрреалістичну", "огидну" та "тривожну", зазначаючи критику капіталізму та марність вибору як ключові теми. Ешлі Барден з Kotaku написала, що гра була "короткою та грубою", але "зворушила мене так, як цього року це зробили лише кілька ігор". Джошуа Воленс із PC Gamer похвалив розробників за їхню "розумну та креативну роботу", назвавши гру "однією з найкращих, у які я грав за останні місяці". Джордан Девор із Destructoid відзначив атмосферний звуковий дизайн гри за його ефективність, назвавши музичний номер язикового паразита "яскравим моментом".